# Чепецкий (Фалёнский район)
Чепецкий — участок в Фалёнском районе Кировской области. 

## География
Находится на левом берегу реки Чепца на расстоянии менее 3 километров на север от районного центра поселка Фалёнки.

## История
Участок возник в период между 1926 и 1939 годом, в 1939 году отмечен как Отделение луговое сельхозартели им.Сталина, в 1950 году уже как Чепецкий участок колхоза им.Сталина. Первопоселенцы были из деревни Дрозды. В 1950 году 11 дворов и 47 жителей.  В 1989 году учтен 21 житель. До 2020 года входил в Фалёнское городское поселение, ныне непосредственно в составе Фалёнского района. Ныне населенный пункт имеет дачный характер.

## Население
Постоянное население  составляло 1 человек (русские 100%) в 2002 году, 0 в 2010.